# Donald Machholz

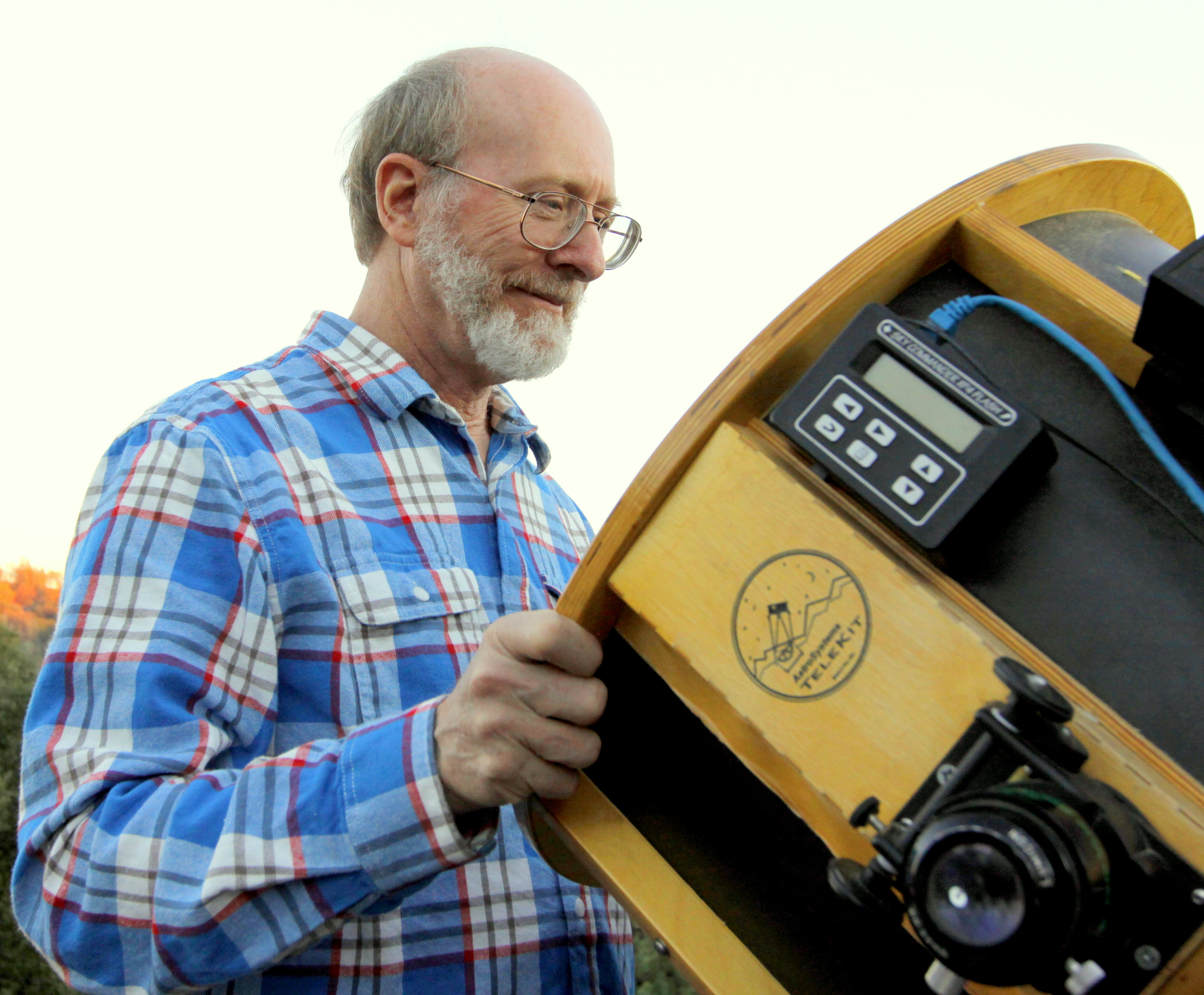
D.E. Machholz przy swoim 18-calowym teleskopie

Donald Edward Machholz (ur. 7 października 1952 w Portsmouth, zm. 9 sierpnia 2022 w Wikieup) – amerykański astronom amator.
Jego miastem rodzinnym było Colfax w Kalifornii, a astronomią zajmował się hobbystycznie. Z zawodu był optykiem, pracował jako monter światłowodów w fabryce produkującej lasery medyczne stosowane w chirurgii.
Odkrył 12 komet, wśród nich komety okresowe 96P/Machholz, 141P/Machholz, długookresową C/2004 Q2, zwaną kometą Machholza, a także C/2010 F4. Był jednym z najlepszych łowców pod względem liczby komet odkrytych metodą wizualną.
Był jednym z inicjatorów tzw. Maratonów Messiera, zawodów dla astronomów amatorów, polegających na zaobserwowaniu wszystkich 110 obiektów z Katalogu Messiera w ciągu jednej nocy.

## Wybrane publikacje
- Decade of comets: a study of the 33 comets discovered by amateur astronomers between 1975 and 1984 (1985)
- Messier marathon observer’s guide: handbook and atlas (1994)
- Observing guide to the Messier marathon: a handbook and atlas (2002, ISBN 0-521-80386-1)